# Сапаров, Абдулла Сапарович
Абдулла Сапарович Сапаров (21 мая 1949 — 10 июля 2020) — советский и казахский почвовед-агрохимик. Академик НАН Республики Казахстан, академик Академии сельскохозяйственных наук Республики Казахстан (2009), доктор сельскохозяйственных наук (1997), профессор (1998). Генеральный директор Казахского научно-исследовательского института почвоведения и агрохимии им. У. У. Успанова (КазНИИПиА). Лауреат премии им. А. И. Бараева в области аграрной науки (2001).

## Биография
Родился 21 мая 1949 года в колхозе Кызыл-тан Ленинского района Чимкентской области (ныне — Казыгуртский район Туркестанской области) в семье крестьянина.
Окончил факультет агрохимии и почвоведения Казахского сельскохозяйственного института (1972).
В 1985 году в Москве защитил кандидатскую диссертацию по агрохимии, а в 1997 г. в Алма-Ате — докторскую по агрономии.
Трудовую деятельность начал младшим научным сотрудником НИИ картофельного и овощного хозяйства.
Председатель диссертационного совета по почвоведению, профессор кафедры агрохимии и почвоведения.
Главный редактор журнала «Почвоведение и агрохимия», член редколлегии журнала «Земледелие». Регулярно выступал в СМИ по вопросам почвоведения, агрохимии и экологии.
Автор более 500 научных работ, 20 монографий, 27 патентов на изобретения.
Скончался 10 июля 2020 года.

## Награды и звания
Награждён орденом «Курмет» (2014), медалью «Почетный агрохимик» Всероссийского научно-исследовательского института агрохимии имени Д. Н. Прянишникова (2009), памятной медалью «Академик А. И. Бараев. 100 лет со дня рождения» (2008), почетной грамотой МСХ РК (2008), дипломом ВДНХ Республики Казахстан (1978).
Почетный доктор СО РАСХН (2009). В 2000—2001 гг. являлся стипендиатом Государственной научной стипендии для ученых и специалистов, внесших выдающийся вклад в развитие науки и техники.